# Save (Garonne)
Pour les articles homonymes, voir Save.

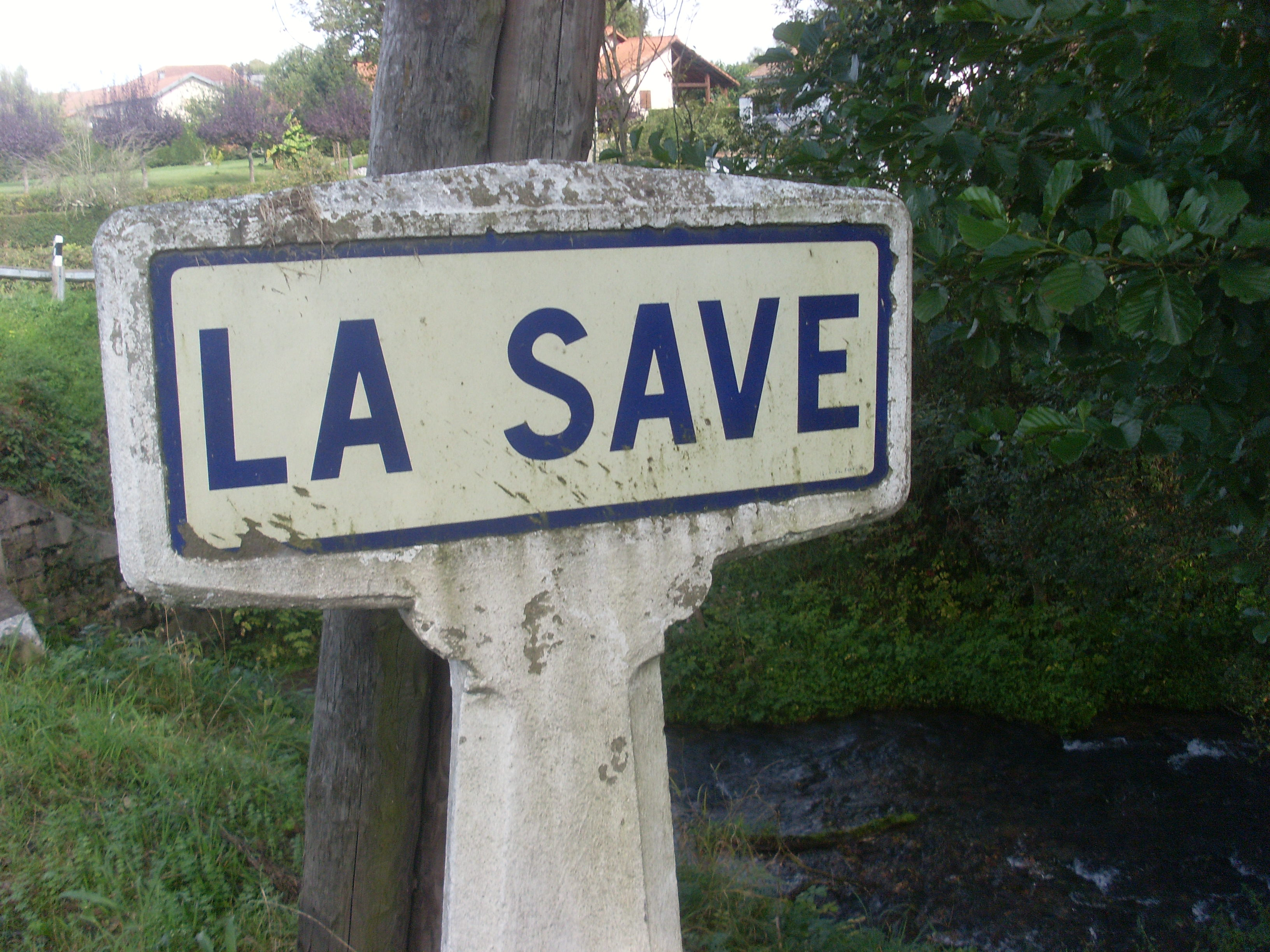
La Save à Lannemezan.

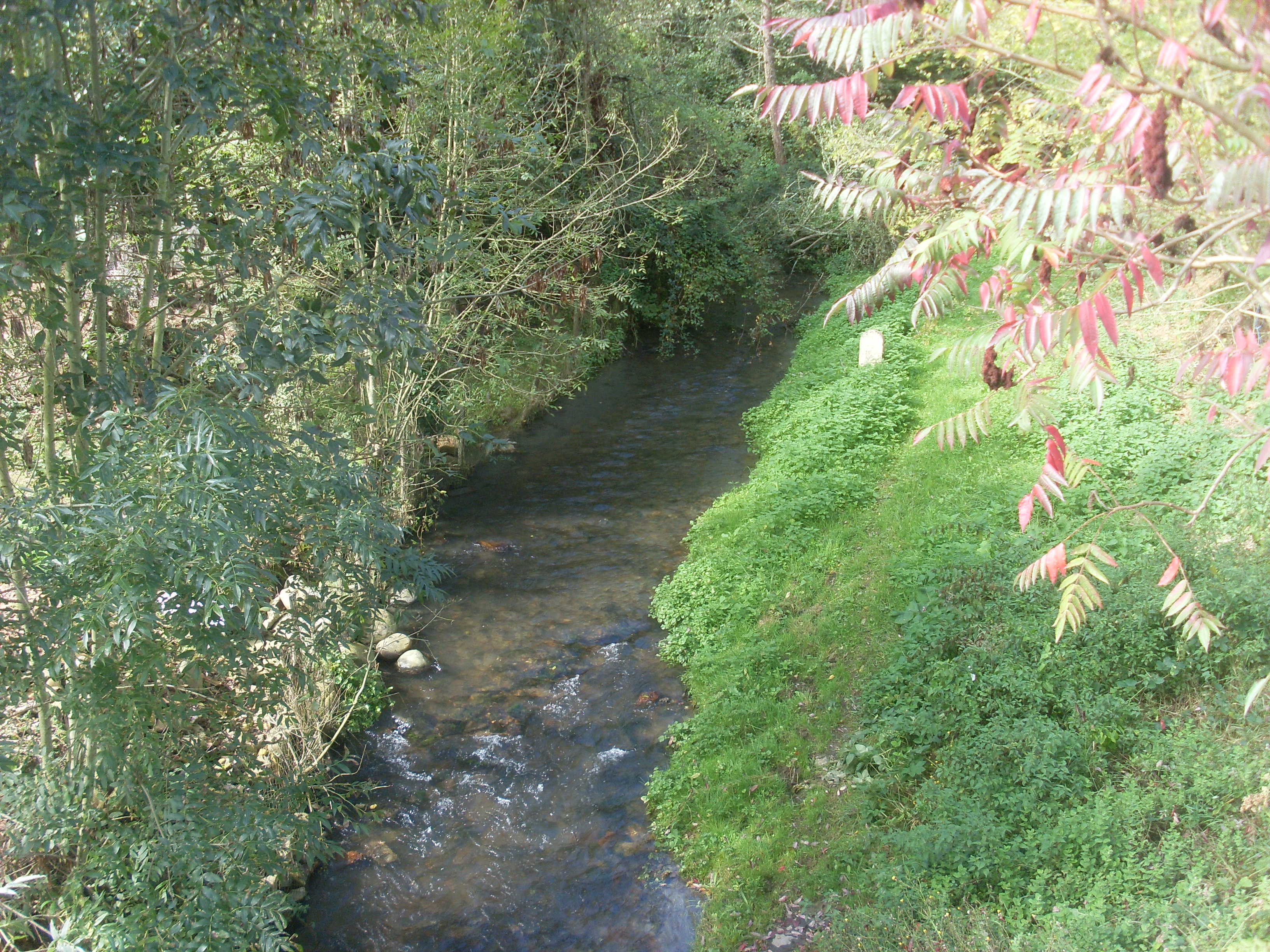
La Save à Lannemezan.

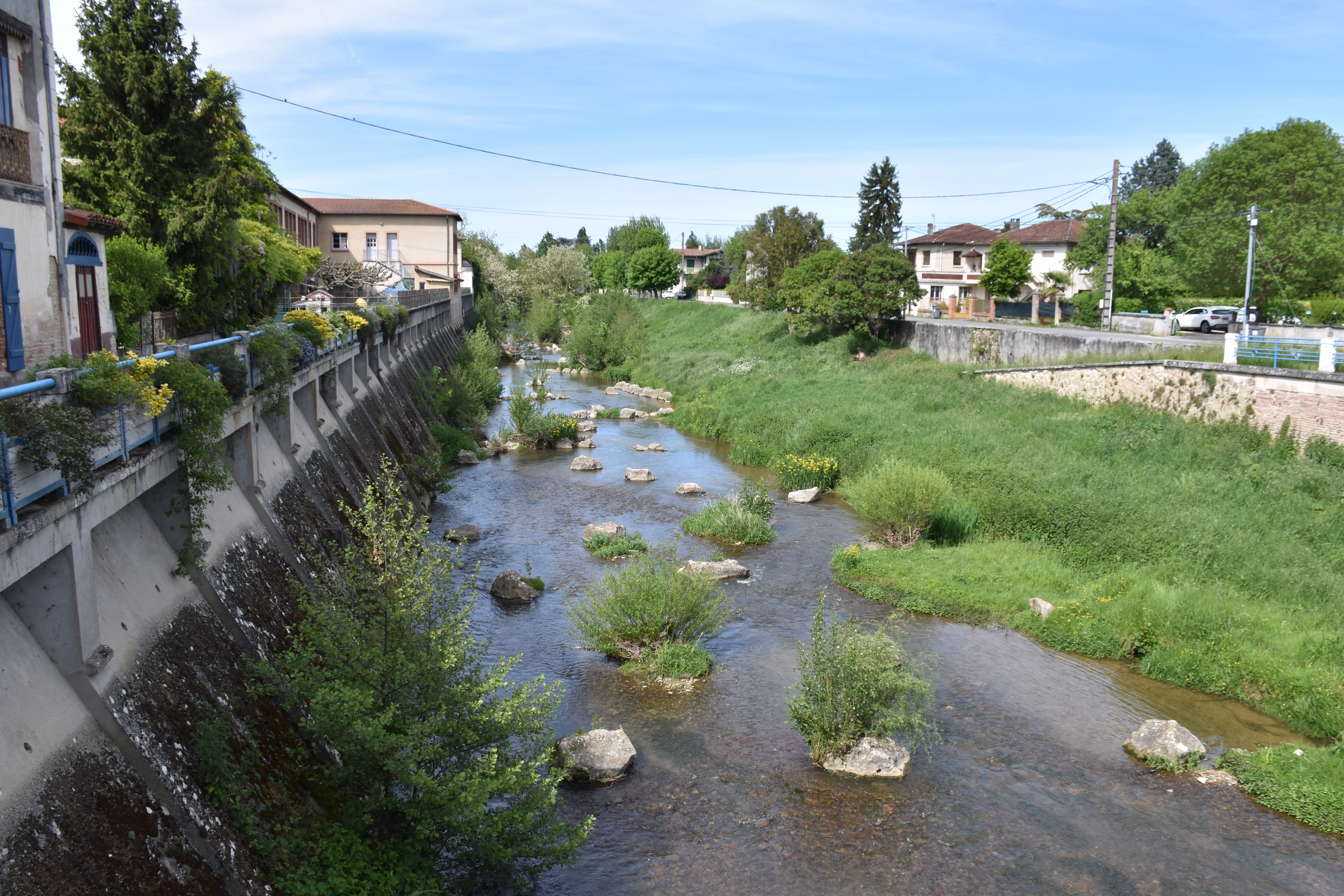
La Save à L'Isle-en-Dodon.

La Save est une rivière du Sud-Ouest en France qui coule dans les départements des Hautes-Pyrénées, du Gers et de la 
Haute-Garonne. C'est un affluent direct de la Garonne en rive gauche.

## Hydronymie
Pour Ernest Nègre le nom de la Save est tiré de la racine préceltique *Sab, désignant un élément liquide, suc, jus, et sève, ainsi que du suffixe -a féminin, donnant la forme Sava, en 1158.

## Histoire
La Save était navigable du XIIIe au XVIIe siècle pour l'acheminement de marchandises venant des Pyrénées jusqu'à Toulouse. Aujourd'hui son cours ne l'est plus mais a conservé des vestiges d'écluses ou d'anciennes voiries pour le passages des bateaux.
Au XVIIe siècle, à cause des défrichements des collines puis des basses montagnes, encouragés à la suite de la Révolution française et de l'abolition des privilèges qui ont donné lieu au partage des bois communaux, la Save reçoit des eaux plus torrentueuses et turbides. Elle déborde de plus en plus souvent. Ainsi, vers l'an II du calendrier révolutionnaire, deux sociétés populaires alertent la Convention et les députés : « Les débordements sont désastreux, les eaux descendent des collines nues ; la Save, cette année, a débordé douze fois et rouillé les prairies ; ce qui cause de meurtrières épizooties ».

## Géographie
La Save prend sa source sur le plateau de Lannemezan, dans les Hautes-Pyrénées, sur la commune de Lannemezan, à l'altitude 638 mètres, dans la zone industrielle de Peyrehitte, juste en face de l'usine électrochimique Mécamont Hydro. La Save mesure 148,4 km à partir de cette source officielle, tandis que le SANDRE prend en compte le cours d'eau à partir de la commune de Pinas, réduisant la longueur à 143,8 km.
Elle se jette dans la Garonne en rive gauche, en aval de Grenade, dans le département de la Haute-Garonne, à l'altitude 103 mètres.
La Save prend sa source aux pieds des Pyrénées et descend le long du grand plateau où elle a notamment creusé ses gorges au niveau de la commune de Montmaurin. Elle coule globalement orientée du sud-ouest vers le nord-est.

### Communes et départements traversés
- Hautes-Pyrénées : Lannemezan, Pinas
- Gers : Cadeillan, Espaon, Sauveterre, Lombez, Samatan, Noilhan, Labastide-Savès, Pompiac, Cazaux-Savès, Endoufielle, Castillon-Savès, Marestaing, Auradé, L'Isle-Jourdain, Ségoufielle
- Haute-Garonne : Villeneuve-Lécussan, Lécussan, Saint-Plancard, Larroque, Sarremezan, Montmaurin, Lespugue, Charlas, Saman, Montgaillard-sur-Save, Saint-Pé-Delbosc, Ciadoux, Escanecrabe, Montbernard, Montesquieu-Guittaut, Saint-Laurent, Anan, L'Isle-en-Dodon, Mirambeau, Sainte-Livrade, Lasserre-Pradère, Le Castéra, Lévignac, Menville, Saint-Paul-sur-Save, Montaigut-sur-Save, Merville, Larra, Ondes, Grenade
- Tarn-et-Garonne : Aucamville.

## Principaux affluents
| - La Saügle : 7,1 km - La Seygouade : 16,7 km - La Bernesse : 18,4 km - Ruisseau de la Houytère : 8,1 km - La Gesse : 54 km | - L'Esquinson : 13,7 km - L'Aussoue : 34 km - Ruisseau du Bigo : 7,4 km - Ruisseau d'en Peyblanc : 7,3 km - La Boulouze : 19,7 km | - Ruisseau de Noailles : 7,1 km - Le Cédat : 9,4 km - L'Arsène : 14,1 km - Le Rémoulin : 9,5 km - Ruisseau de Cérès : 7,4 km - Ruisseau de Ribarot : 8,1 km |  |

## Hydrologie
En période d'étiage le débit de la Save est soutenu par le canal de la Neste, pour l'irrigation et pour les besoins d'alimentation en eau potable et de salubrité.
Le débit de la Save a été observé pendant une période de 42 ans (1965-2006), à Larra, localité du département de la Haute-Garonne, située tout près du confluent avec la Garonne. La surface prise ainsi en compte est de 1 110 km2, soit la quasi-totalité du bassin versant de la rivière.
Le module de la rivière à Larra est de 6,32 m3/s.
La Save présente des fluctuations saisonnières de débit bien marquées, avec des hautes eaux d'hiver et de printemps portant le débit mensuel moyen à des niveaux situés entre 8,02 et 11,80 m3/s, de décembre à mai inclus (maximum très net en février), et des basses eaux d'été, de juillet à octobre inclus, avec une baisse du débit moyen mensuel jusque 1,94 m3 au mois d'août, ce qui reste assez confortable et est loin d'être sévère.
Cependant, le VCN3 peut chuter jusque 0,140 m3, en cas de période quinquennale sèche, soit 140 litres par seconde, ce qui devient sévère.
D'autre part, les crues peuvent être extrêmement importantes voire dévastatrices. Les QIX 2 et QIX 5 valent respectivement 79 et 120 m3/s. Le QIX 10 vaut 150 m3/s, tandis que le QIX 20 est de 180 m3. Enfin le QIX 50 se monte à 210 m3/s.
Le débit instantané maximal enregistré à la station de Larra a été de 620 m3/s le 1er juillet 1977, tandis que la valeur journalière maximale était de 403 m3/s le 9 juillet de la même année. En comparant le premier de ces chiffres aux valeurs des différents QIX de la rivière, il apparaît que cette crue était trois fois plus importante que la crue cinquantennale définie par le QIX 50 et donc tout à fait exceptionnelle, car sans doute d'ordre millennal (c'est-à-dire ne se produisant qu'une fois par millénaire…).
La lame d'eau écoulée dans le bassin de la Save est de 179 millimètres annuellement. Cette mesure est inférieure à la moyenne d'ensemble de la France (plus ou moins 320 millimètres), mais également à celle de l'ensemble du bassin versant de la Garonne (384 millimètres au Mas-d'Agenais). Le débit spécifique (ou Qsp) se monte dès lors à 5,7 litres par seconde et par kilomètre carré de bassin.
Débit moyen mensuel (en m3/s) mesuré à la station hydrologique de Lombez - données calculées sur 42 ans

## Crues historiques
- Inondations de 1877
- Crue de 1977
- Crue de 2000
- Crue de 2003

## Activités touristiques
- Canoë
- Escalade
- Pêche